# Онон-Балж
Национальный парк Онон-Балж (монг. Онон-Балж) расположен на северо-востоке Монголии рядом с российской границей. Национальный парк назван по рекам Онон и Балж.
Проект создан при сотрудничестве Всемирного фонда дикой природы и Независимого объединения национальных парков Монголии. Его цель — защита окружающей среды региона, а также культурного наследия бурятов, населяющего территорию парка. По состоянию на 2002 год, на территории национального парка проживало 1370 человек.

## Животный мир
В водоёмах парка водятся такие рыбы, как таймень, лососёвые, хариусы, ленок, речной окунь.
Акватория парка является важным местом стоянки для перелётных птиц. В частности, здесь можно встретить лебедей и уток.

## Туризм
Красота здешних мест, уникальная культура бурятского народа, достопримечательности (здесь, например, как часто считают, родился легендарный Чингисхан) являются подходящими предпосылками для развития экологического туризма и создания необходимой инфраструктуры.